# Houston Open 1980
Lo Houston Open 1980 è stato un torneo di tennis giocato su terra verde. È stata la 10ª edizione dello Houston Open, che fa parte del Volvo Grand Prix 1980. Il torneo si è giocato a Houston negli USA, dal 7 al 14 aprile 1980.

## Campioni

### Singolare maschile
Ivan Lendl ha battuto in finale  Eddie Dibbs con il punteggio di 6–1 6–3

### Doppio maschile
Peter McNamara /  Paul McNamee hanno battuto in finale  Marty Riessen /  Sherwood Stewart con il punteggio di 6–4, 6–4